# Labahitha marginata
Espèce
Synonymes
- Filistata marginata Kishida, 1936
- Filistata bakeri Berland, 1938

Labahitha marginata est une espèce d'araignées aranéomorphes de la famille des Filistatidae.

## Distribution
Cette espèce se rencontre à Taïwan, aux Philippines, en Papouasie-Nouvelle-Guinée et dans les îles du Pacifique.
Elle a été introduite au Mexique, en Amérique centrale et au Brésil.

## Description
Le mâle décrit par Magalhaes, Berry, Koh et Gray en 2022 mesure 2,49 mm et la femelle 3,86 mm, les mâles mesurent de 2,19 à 2,79 mm et les femelles de 2,73 à 4,96 mm.

## Systématique et taxinomie
Cette espèce a été décrite sous le protonyme Filistata marginata par Kishida en 1936. Elle est placée dans le genre Pritha par Zonstein et Marusik en 2019 puis dans le genre Labahitha par Magalhaes, Berry, Koh et Gray en 2022.
Filistata bakeri a été placée en synonymie par Magalhaes, Berry, Koh et Gray en 2022.

## Publication originale
- Komatsu, 1936 : Iconographia colorata Aranearum Japonicarum. Tokyo, p. 1-192.